# Апоморфія
Апоморфія — у кладистиці, нова еволюційна ознака з кількох порівнюваних, унікальна для різновиду і її нащадків, яка може бути використана як характерна визначальна ознака при аналізі філогенезу групи. Якщо апоморфія характерна для якоїсь монофілетичної групи і при цьому є її відмінною ознакою від інших споріднених груп, то вона може бути синапоморфією.